# ديف تشالينور
ديفيد بول تشالينور (بالإنجليزية: David Paul Challinor؛ مواليد 2 أكتوبر 1975) هو مدرب كرة قدم إنجليزي محترف ولاعب سابق وهو مدرب نادي ستوكبورت كاونتي في الدوري الإنجليزي الدرجة الأولى.
كان لاعبًا في مركز قلب الدفاع ولعب في الدوري الإنجليزي الممتاز مع نادي ترانمير روفرز ونادي ستوكبورت كاونتي ونادي بوري. بدأ تشالينور مسيرته الإدارية في نادي كولوين باي كلاعب ومدير قبل الانضمام إلى نادي إف إف سي فيلد. على مدار ما يقرب من ثماني سنوات، فاز تشالينور بثلاث ترقيات مع النادي وفاز بكأس الاتحاد الإنجليزي ‏ قبل أن يغادر في عام 2019. ثم انضم إلى نادي هارتلبول يونايتد حيث فاز بالترقية إلى الدوري الإنجليزي الممتاز عبر التصفيات في موسمه الكامل الأول. في منتصف الموسم التالي، رحل تشالينور إلى نادي ستوكبورت كاونتي في الدوري الوطني. وفي نهاية الموسم، فاز تشالينور بلقب الدوري الوطني ليعود إلى دوري كرة القدم. في موسمهم الأول بعد العودة إلى الدوري الإنجليزي لكرة القدم، وصل فريق ستوكبورت إلى نهائي ملحق 2023 ‏ لكنه خسر بركلات الترجيح. وفي الموسم التالي، فاز ستوكبورت بلقب الدوري الثاني.

## المسيرة كلاعب
كان قلب الدفاع، الذي لعب لفريقي ترانمير روفرز وستوكبورت كاونتي، يحمل الرقم القياسي العالمي لأطول رمية في كرة القدم. كان هذا 152 قدمًا (46.34 مترًا) في تحدي خاص تم إعداده في برينتون بارك في عام 1998، متغلبًا على الرقم القياسي السابق الذي يحمله آندي ليج من كارديف سيتي. عندما كان في ترانمير، لعب في نهائي كأس الدوري لكرة القدم عام 2000.
تم نقله إلى مقاطعة ستوكبورت مقابل رسوم قدرها 900 ألف جنيه إسترليني في يناير 2002. أثناء اللعب مع فريق ستوكبورت كاونتي ضد جريمسباي تاون، تسبب تدخل تشالينور على المهاجم مارتن برينجل في كسر ساق برينجل في مكانين، وأنهى مسيرته فعليًا. على الرغم من أن تشالينور لم يحصل إلا على بطاقة صفراء، إلا أن كارلتون بالمر، مدير ولاعب فريق ستوكبورت، استبدله على الفور وفرض عليه غرامة تعادل راتب أسبوعين ووصف التدخل بأنه «مروع».
انضم تشالينور إلى نادي بوري على سبيل الإعارة لمدة ثلاثة أشهر في يناير 2004، تم إجراء هذه الخطوة بشكل دائم خلال الصيف. بعد أن أمضى أربعة مواسم في نادي بوري كقائد، اضطر إلى التقاعد من كرة القدم الاحترافية في مايو 2008 بسبب إصابة في الركبة.
في أكتوبر 2008، انضم تشالينور إلى فريق كولوين باي في الدوري الشمالي الممتاز القسم الأول الشمالي، وقاد الفريق إلى التصفيات النهائية في موسمه الأول حيث خسروا أمام نيوكاسل بلو ستار بركلات الترجيح. في الموسم التالي، وصل الفريق، بقيادة تشالينور مرة أخرى، إلى الأدوار الإقصائية، وهذه المرة تمت ترقيته بفضل فوز 1–0 على لانكستر سيتي في النهائي.

## المسيرة التدريبية

### كولوين باي
تم تعيين تشالينور كلاعب ومدير في نادي كولوين باي في الدوري الشمالي الممتاز في 28 مايو 2010.
وكان يساعده زميله السابق في الفريق كولين وودثورب ‏. خلال موسمهم الأول في الإدارة، قادوا فريق كولوين باي إلى المركز الثاني في الدوري الشمالي الممتاز ومكانًا في التصفيات النهائية. أدى الفوز على نورث فيريبي يونايتد ‏ وإف سي يونايتد من مانشستر إلى ضمان ترقية النادي إلى دوري الشمال. وفاز النادي أيضًا بكأس ساحل شمال ويلز، بفوزه على نادي فلينت تاون يونايتد ‏ في النهائي بركلات الترجيح. وفاز النادي بجائزة اللعب النظيف لأقل عدد من النقاط التأديبية خلال الموسم، وتم تعيين تشالينور مديرًا لشهر مارس وأبريل ومايو 2011.

### إف إف سي فيلد
في 2 نوفمبر 2011، أُعلن عن تعيين تشالينور مديرًا جديدًا لنادي إف إف سي فيلد، في الدوري الشمالي الممتاز الدرجة الأولى الشمالية. قاد فيلدي إلى بطولة دوري الدرجة الأولى الشمالي في الدوري الوطني لكرة القدم في موسم وصوله ونتيجة لذلك تم اختياره كأفضل مدير في الدوري الوطني لكرة القدم من قبل إيفو ستيك في موسم 2011–12.
في 2012–13، تأهل فيلد مرة أخرى إلى تصفيات دوري الدرجة الأولى في الدوري الإنجليزي الممتاز، لكنه هُزم بركلات الترجيح على يد هيدنسفورد تاون الذي حلّ في دوري الدرجة الأولى في الشمال. تأهل فيلده بالفعل إلى الدور الأول من كأس الاتحاد الإنجليزي، وهُزم في نهاية المطاف على يد أكرينجتون ستانلي كما فاز في كأس تحدي لانكشاير في ملعب ريبوك في بولتون.
شهد موسم 2013–14 صعود فريق فيلدي إلى الدوري الوطني الشمالي بعد هزيمة أشتون يونايتد في تصفيات دوري إيفو–ستيك إن بي إل بريمير. كما احتفظوا بكأس تحدي لانكشاير لكرة القدم بعد فوزهم 4–1 على منافسهم تشورلي. بالإضافة إلى ذلك، فازوا بكأس دوري دودسون الرياضي بفوزهم على سكيلميرسديل يونايتد في ملعب إدجلي بارك. سجلهم التأديبي يعني أنهم فازوا بجائزة اللعب النظيف في الدوري الإنجليزي الممتاز، وسجلهم الإجمالي في الدوريات الثلاثة جاء في المقدمة مما جعلهم يحصلون على كأس الرؤساء. وكان لديهم أيضًا أفضل العلامات الفنية في دوري إيفو–ستيك لتتناسب مع إحصائية العام السابق. وشهد العام انتقال فيلدي إلى أعلى مرتبة في الهرم والترقية الرابعة في خمس سنوات لشالينور.
في موسم 2016–17، حسم تشالينور الصعود كأبطال الدوري الوطني الشمالي، بفوزه 3–0 على بوسطن يونايتد في 22 أبريل 2017. وفي يونيو 2017، وقع عقدًا جديدًا لمدة عامين مع النادي. في أول مشاركة لنادي فيلدي في الدوري الوطني، وصل النادي إلى التصفيات النهائية لكنه خسر 2–1 أمام نادي بورهام وود.
شهد موسم 2018–19 وصول فريق فيلدي إلى نهائي التصفيات ‏ ونهائي كأس الاتحاد الإنجليزي. بعد هزيمته 3–0 أمام سالفورد سيتي في نهائي الملحق، عاد فيلدي إلى ملعب ويمبلي في الأسبوع التالي ليهزم ليتون أورينت 1–0 ويرفع كأس الاتحاد الإنجليزي لأول مرة في تاريخ النادي.
في 12 أكتوبر 2019 بعد ثماني سنوات قضاها كمدير فني للفريق، أعلن فيلدي في 12 أكتوبر 2019 عن انفصاله عن منصب المدير الفني، حيث كان الفريق في مراكز الهبوط بفارق الأهداف.

### هارتلبول يونايتد
في 11 نوفمبر 2019، تم تعيين تشالينور مديرًا لفريق هارتلبول يونايتد في الدوري الوطني مع احتلال النادي المركز الثالث عشر. في أول موسم كامل له، قاد تشالينور هارتلبول إلى المركز الرابع ومكان في تصفيات الدوري الوطني 2020–21. في مباراة الإقصاء، هزم هارتلبول بروملي 3–2، مسجلاً ثلاثة أهداف في سبع دقائق من الشوط الأول قبل أن يسجل بروملي هدفين في الشوط الثاني، وهو ما أثبت في النهاية أنه لم يكن كافياً. في الدور نصف النهائي، سافروا إلى مقاطعة ستوكبورت حيث سجل ريس أوتس هدفًا قبل خمسة عشر دقيقة من نهاية المباراة ليحجز مكان هارتلبول في النهائي. في 20 يونيو 2021، واجه هارتلبول نادي توركواي يونايتد في نهائي تصفيات الدوري الوطني لعام 2021 ‏ في ملعب أشتون جيت. بعد أن منح لوك أرمسترونج فريق هارتلبول التقدم في الشوط الأول، سجل حارس مرمى توركواي لوكاس كوفولان ‏ هدف التعادل في اللحظة الأخيرة ليقود المباراة إلى الوقت الإضافي. على الرغم من إهدار كلا الجانبين لركلتي الجزاء الأوليين، فاز هارتلبول في النهاية بركلات الترجيح بنتيجة 5–4، ليعود إلى الدوري الإنجليزي الممتاز لأول مرة منذ هبوطه في عام 2017.
في 24 سبتمبر 2021، وقع تشالينور عقدًا جديدًا لمدة ثلاث سنوات للبقاء كمدير. في 1 نوفمبر 2021، أعلن تشالينور عن نيته التنحي عن منصبه. في بيانٍ للنادي، أعرب هارتلبول عن استيائه من طريقة رحيل تشالينور: "كنادي، شعرنا بخيبة أمل لأن العرض الأول لم يأتِ مباشرةً إلى النادي. كما أن هذا جاء بعد وقتٍ قصيرٍ جدًا من توقيع ديف عقدًا جديدًا لمدة ثلاث سنوات." وفي مقابلةٍ مع ستوكبورت عقب انضمامه، قال تشالينور: "كان من الصعب للغاية (مغادرة هارتلبول)، فبمجرد أن بدأ الاهتمام (من ستوكبورت)، كان هناك دائمًا انجذاب، لكن التقارب الذي بنيته مع قاعدة الجماهير هناك كان مذهلًا، وكان هذا هو أكبر رابطٍ كان عليّ تجاوزه".

### ستوكبورت كونتي
في 2 نوفمبر 2021، تم تعيين تشالينور مديرًا لفريق ستوكبورت كاونتي في الدوري الوطني مع احتلال النادي المركز التاسع، بفارق عشر نقاط عن المركز الأول. حصل تشالينور على جائزة مدير الشهر في الدوري الوطني لشهر يناير 2022 بعد ستة انتصارات من أصل ستة في جميع المسابقات التي شهدت إنهاء ستوكبورت الشهر في صدارة الدوري. ولم يخسر سوى مباراة واحدة من أصل 23 مباراة خاضها مع ستوكبورت. في 15 مايو 2022، فاز ستوكبورت على نادي هاليفاكس تاون بنتيجة 2–0 ليحصد لقب الدوري الوطني. بعد الترقية، تم تسمية تشالينور كمدير الدوري الوطني للموسم.
بعد فوز ستوكبورت بجميع المباريات الثلاث في ديسمبر 2022، فاز تشالينور بجائزة أفضل مدرب في دوري الدرجة الثانية الإنجليزي لكرة القدم لهذا الشهر ‏. كما فاز بجائزة مدير الشهر لشهر فبراير 2023 بعد فوزه بخمس مباريات من أصل ست. فشل نادي ستوكبورت في الصعود التلقائي إلى دوري الدرجة الأولى الإنجليزي لكرة القدم في اليوم الأخير من الموسم، واحتل المركز الرابع وتأهل إلى الأدوار الإقصائية. بعد هزيمة سالفورد سيتي في الدور نصف النهائي، خسر ستوكبورت بركلات الترجيح في نهائي الملحق أمام كارلايل يونايتد. في 5 يوليو 2023، وقع تشالينور عقدًا جديدًا لمدة ثلاث سنوات مع ستوكبورت.
في أغسطس 2023، ظهرت شائعات تفيد بأن تشالينور قد أجرى مقابلة لوظيفة المدير الشاغرة في نادي تشارلتون أثليتيك في دوري الدرجة الأولى. وبعد بقائه في ستوكبورت، حصل على جائزة مدير الشهر مرتين متتاليتين، لشهر سبتمبر وأكتوبر، ممتدًا بذلك سلسلة انتصارات النادي القياسية إلى اثنتي عشرة مباراة. في نهاية موسم 2023–24، تمت ترقية ستوكبورت إلى دوري الدرجة الأولى كبطل. كان هذا هو لقبهم الأول في دوري كرة القدم منذ عام 1966–67.

## الحياة الشخصية
درس في جامعة سالفورد للتدريب على العلاج الطبيعي وفي يوليو 2012 تخرج بدرجة الشرف من الدرجة الأولى ‏.[بحاجة لمصدر]

## الإحصاءات التدريبية
آخر تحديث 14 مايو 2025
.
| الفريق           | من             | إلى            | السجل | السجل | السجل | السجل | السجل  | م.                   |
| الفريق           | من             | إلى            | لعب   | ف     | ت     | خ     | فوز %  | م.                   |
| ---------------- | -------------- | -------------- | ----- | ----- | ----- | ----- | ------ | -------------------- |
| كولوين باي       | 28 مايو 2010   | 2 نوفمبر 2011  | 66    | 34    | 12    | 20    | 051٫52 | [ 12 ] [ 14 ] [ 49 ] |
| إف إف سي فيلد    | 2 نوفمبر 2011  | 12 أكتوبر 2019 | 415   | 226   | 93    | 96    | 054٫46 | [ 14 ] [ 50 ]        |
| هارتلبول يونايتد | 11 نوفمبر 2019 | 1 نوفمبر 2021  | 90    | 41    | 24    | 25    | 045٫56 | [ 51 ]               |
| ستوكبورت كونتي   | 2 نوفمبر 2021  | الآن           | 207   | 114   | 47    | 46    | 055٫07 | [ 52 ]               |
| المجموع          | المجموع        | المجموع        | 778   | 415   | 176   | 187   | 053٫34 | —                    |

## الإنجازات

### كلاعب
ترانمير روفرز
- وصيف كأس رابطة كرة القدم: 1999–2000[5]

كولوين باي
- مباريات فاصلة لدوري الدرجة الأولى الشمالي الممتاز: 2010[53]

### كمدرب
كولوين باي
- مباريات فاصلة لدوري الدرجة الممتازة الشمالي: 2011[13]

إف إف سي فيلد
- الدوري الوطني الشمالي: 2016–17[17]
- مباريات فاصلة لدوري الدرجة الممتازة الشمالي: 2014[16]
- الدوري الشمالي الممتاز الدرجة الأولى الشمالية: 2011–12[15]
- كأس الاتحاد الإنجليزي: 2018–19[21]

هارتلبول يونايتد
- تصفيات الدوري الوطني: 2021[28]

ستوكبورت كونتي
- دوري الدرجة الثانية الإنجليزي لكرة القدم: 2023–24[47]
- الدوري الوطني: 2021–22[54]

الفردية
- مدرب العام في الدوري الوطني لكرة القدم الأمريكية: 2011–12[15]
- مدير الشهر في الدوري الوطني الشمالي: سبتمبر 2014[55]
- مدرب الموسم في الدوري الوطني الشمالي: 2016–17[56]
- مدير الدوري الوطني لهذا الشهر: يناير 2022[57]
- مدير الدوري الوطني للموسم: 2021–22[35]
- أفضل مدرب الشهر في الدوري الإنجليزي الدرجة الثانية[الإنجليزية]: ديسمبر 2022  [لغات أخرى]‏،[38] فبراير 2023،[39] سبتمبر 2023،[45] أكتوبر 2023[46]
- أفضل مدرب في دوري الدرجة الثانية  [لغات أخرى]‏ من رابطة مدربي الدوري[الإنجليزية]: 2023–24[58]

## وصلات خارجية
لا توجد روابط لمواقع التواصل الاجتماعي.

- ديف تشالينور على موقع قاعدة بيانات كرة القدم.إي يو (الإنجليزية)
- ديف تشالينور على موقع Soccerbase.com (لاعب) (الإنجليزية)
- ديف تشالينور على Soccerbase